# Cremastus cephalotes
Cremastus cephalotes là một loài tò vò trong họ Ichneumonidae.